# Korsakovskij rajon (Oblast' di Sachalin)
Il Korsakovskij rajon (in russo Корсаковский городской округ?) è un rajon dell'Oblast' di Sachalin, nell'Estremo oriente russo. Istituito il 15 giugno 1946, ha come capoluogo Korsakov, ricopre una superficie di 2.623,6 km2 ed ospitava nel 2010 una popolazione di circa 8.000 abitanti.